# Ångspårvägar i Haag

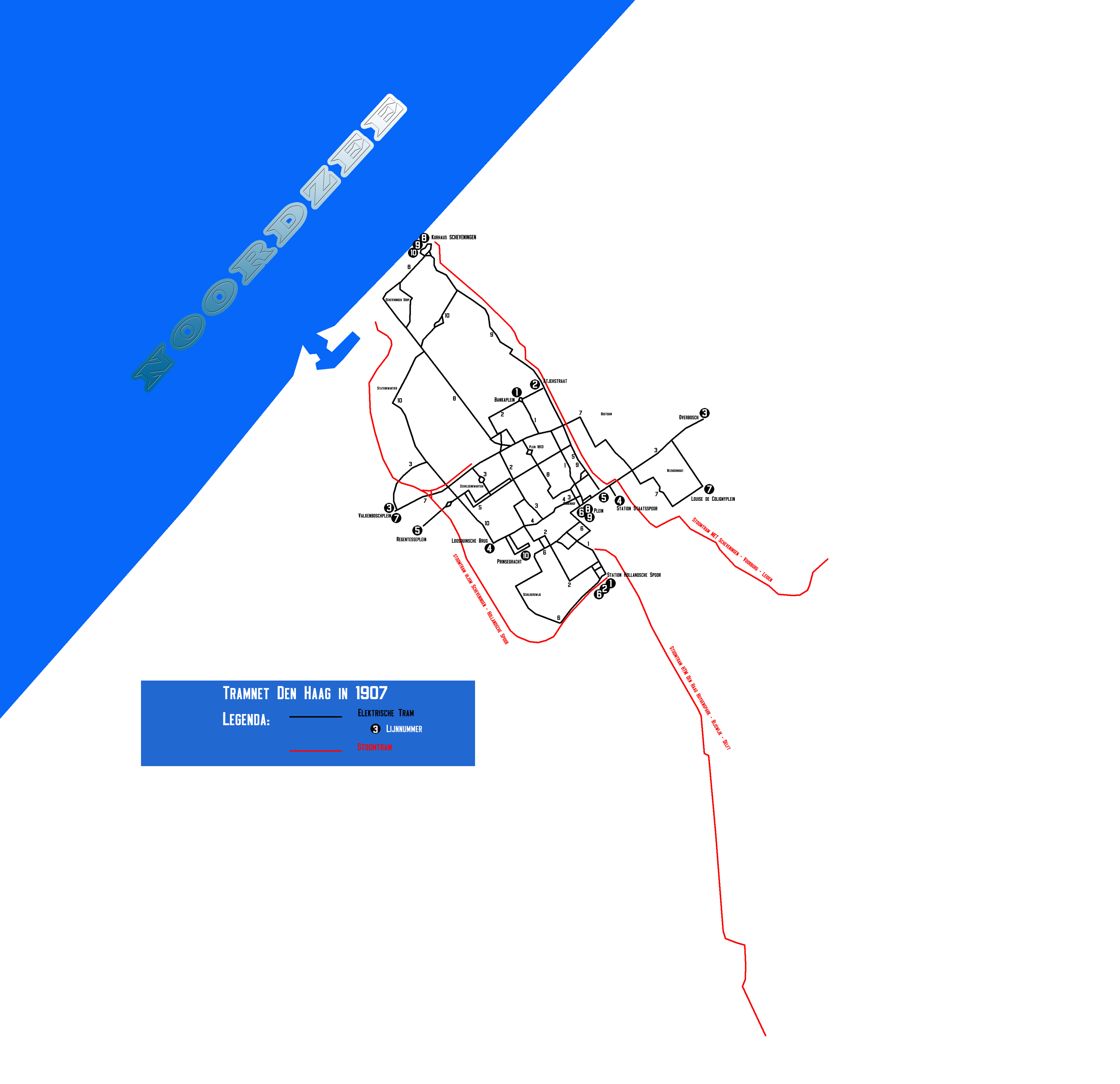
Spårvägsnät i Haag 1907. Linjer i rött är ångspårvägslinjer. Haags stadscentrum ligger i kartans mitt, och Scheveningen ligger till väster i övre delen.

Ångspårvägar i Haag fanns mellan 1879 och 1925. Det fanns tre separata ångspårvägar i Haag:
- Den första ångspårvägen i Nederländerna gick mellan Haag och Scheveningen och öppnade den 1 juli 1879 av Nederlandsche Rhijnspoorweg-Maatschappij (NRS). Rutten var mellan Rhijnspoor-stationen (nuvarande Haags centralstation) och norra stranden i Scheveningen via Koningskade, Raamweg och Badhuisweg. Företaget övertogs 1921 av Nederlandse Spoorwegen, som tidigare blivit ägare också till en annan ångspårvägslinje i regionen, Voorburgsebanan, och slog samman båda linjerna till en linje Scheveningen-Leiden. Linjen elektrifierades 1922–1924 och fick namnet Blauwe Tram.

- År 1882 öppnade en andra ångspårvägslinje av Den Westlandsche Stoomtramweg Maatschappij med linjen Lijnbaan–Loosduinen söder om Scheveningen. Senare kopplades denna linje kopplas till ett nät av ångspårvägslinjer i Westland, som hade tre anslutningar till Nederlandse Spoorwegens järnvägsnät: i Delft, Hoek van Holland och Maassluis. År 1932 lades trafiken ned.

- År 1885 öppnade den tredje ångspårvägslinjen av Den IJsel Stoomtramweg-Maatschappij (IJSM) med linjen Voorburg–Schenkweg nära Haags centralstation som den 18 kilometer sista sträckan av den spårvagnslinje från Leiden, som öppnades i etapper 1882-1885. Linjen kopplades 1924 till den norra ångspårvägen till Scheveningen och elektrifierades samtidigt.

- Järnvägsbolaget Hollandsche IJzeren Spoorweg-Maatschappij ville också ansluta sin egen station i Haag, Station Den Haag Hollands Spoor, till Scheveningen med spårvagn. Bolaget anlade 1884 en linje till Scheveningen, som gick på södra sidan av den då bebyggda delen av Haag. Denna spårväg med tre linjer öppnade 1886.

Från 1904 började dessa ångspårvägslinjer möta konkurrens från de elektrifierade tidigare hästspårvägslinjerna. År 1925 gick Hollandsche IJzeren Spoorweg-Maatschappijs koncessionen ut och rutten övertogs av Haagsche Tramweg-Maatschappij, som elektrifierade linjen och sedan har drivit den som linje 11.
- Den första spårvägen i Nederländerna var hästspårvägslinjen Haags centrum–Scheveningen, som invigdes den 25 juni 1864. Strax efteråt började trafik också på Linje F ("svarta linjen") mellan Badhuis och Kneuterdijk. Dessa och andra stadslinjer, liksom interurbanspårvägen Haag–Delft övertogs 1887 av NV Haagsche Tramweg-Maatschappij (HTM), som omedelbart påbörjade en modernisering. På linjen mellan Haag och Delft infördes ångspårvagnar samma år och ersatte de hästdragna vagnarna. Linjen var helt elektrifierad 1924.

## Bildgalleri

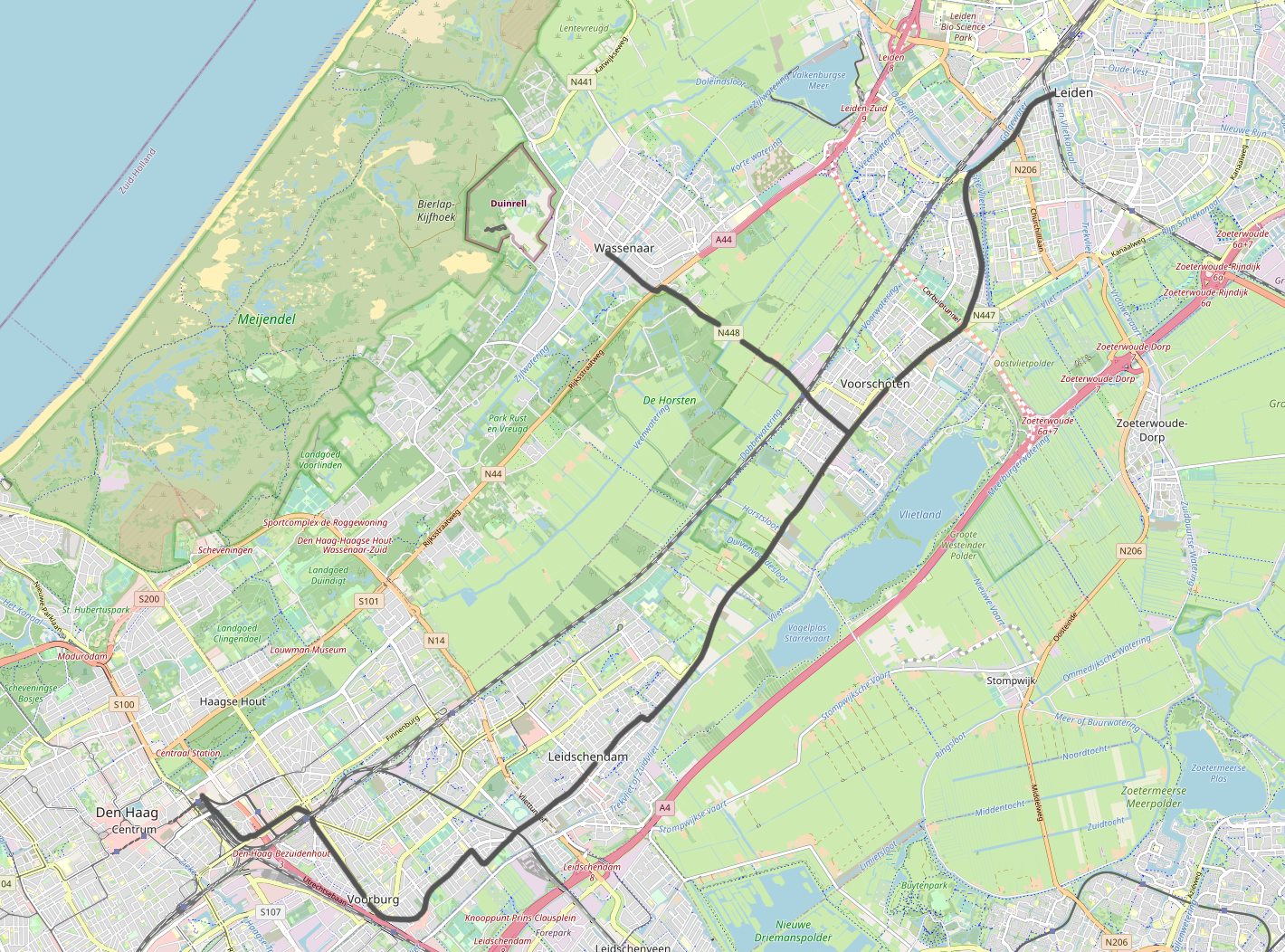
Karta över interurbanspårvägen Leiden Noordeinde–Haag
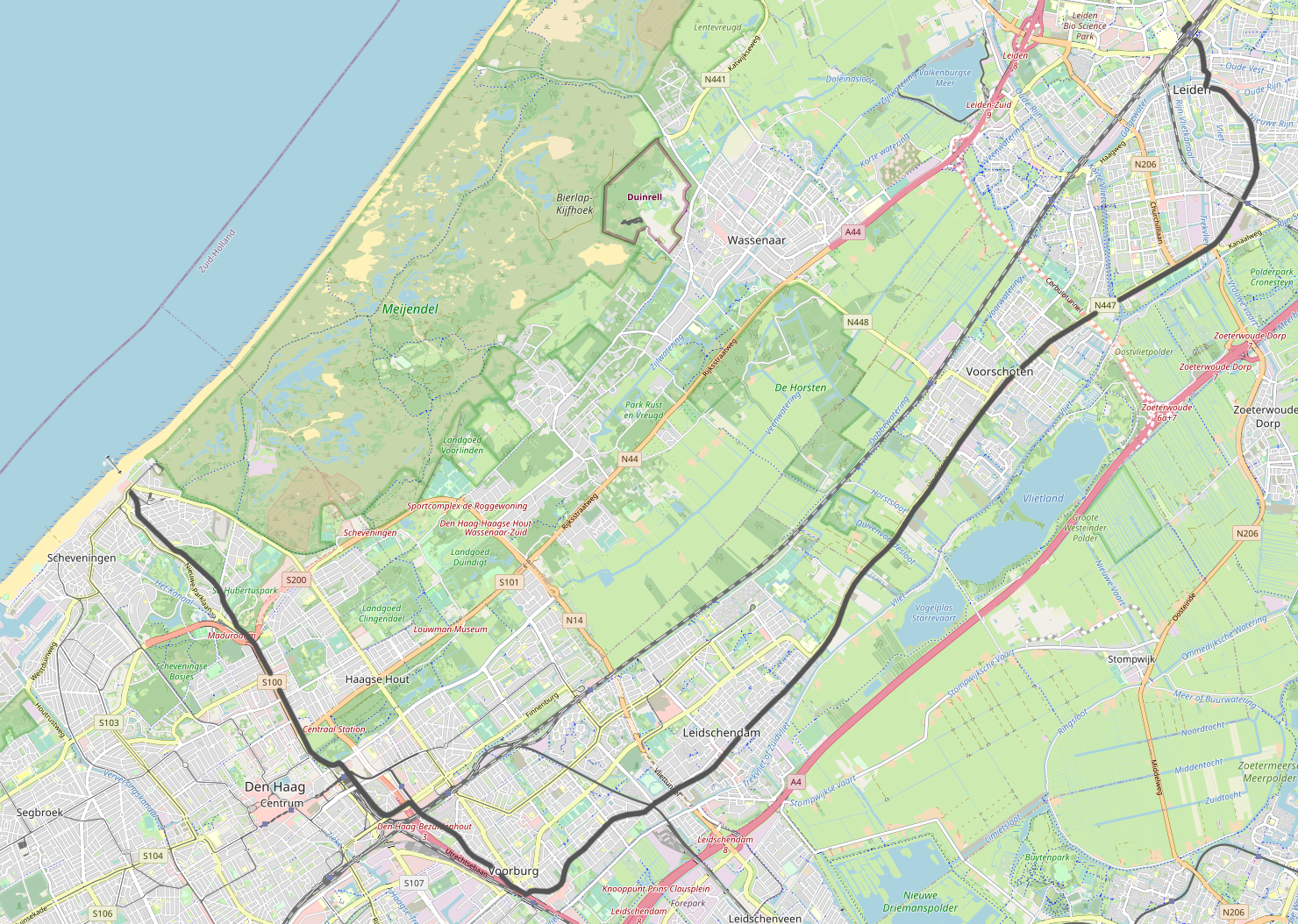
Karta över interurbanspårvägen Leiden–Schevingen
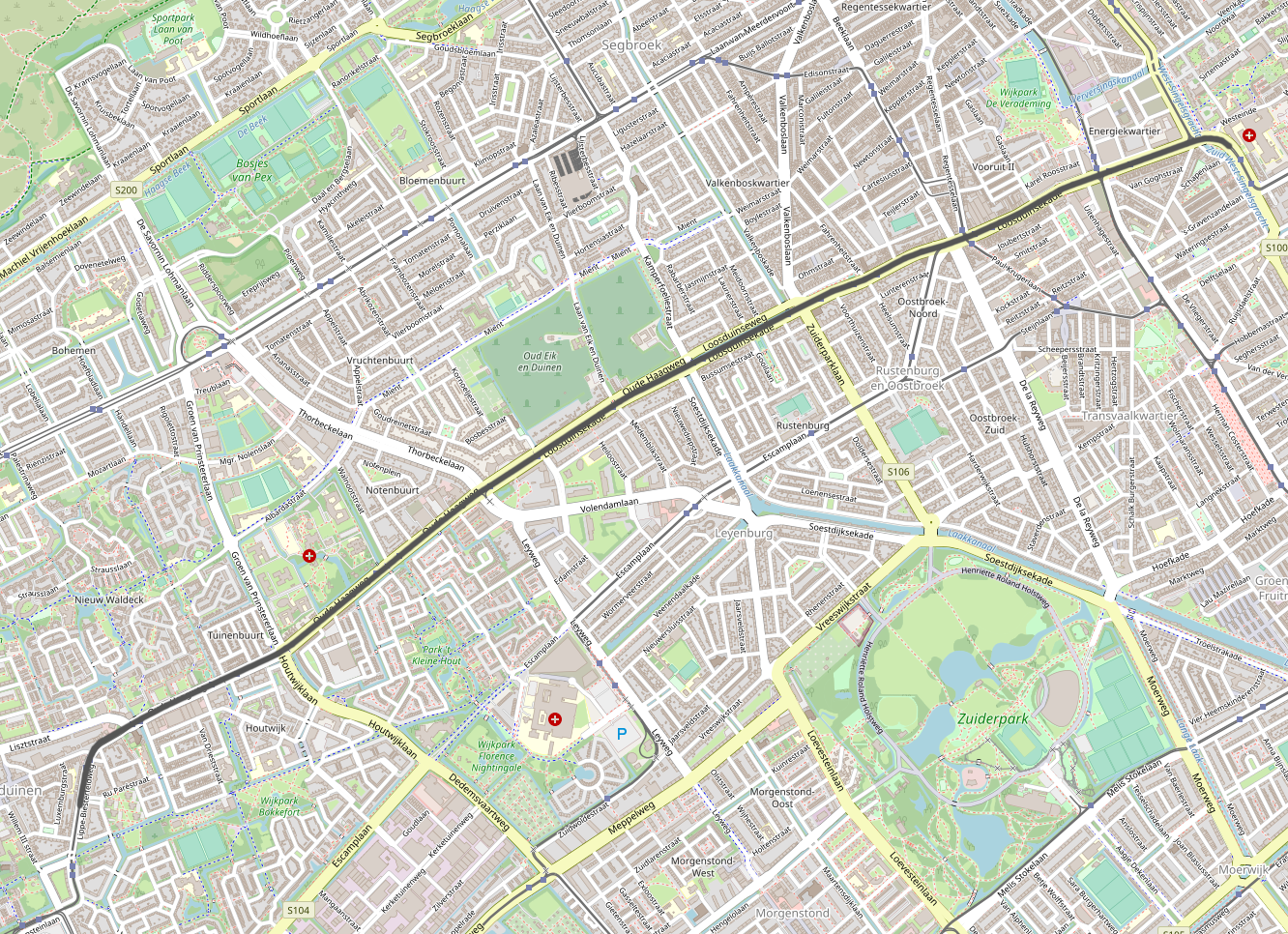
Karta över spårvägen Haag–Loosduinen
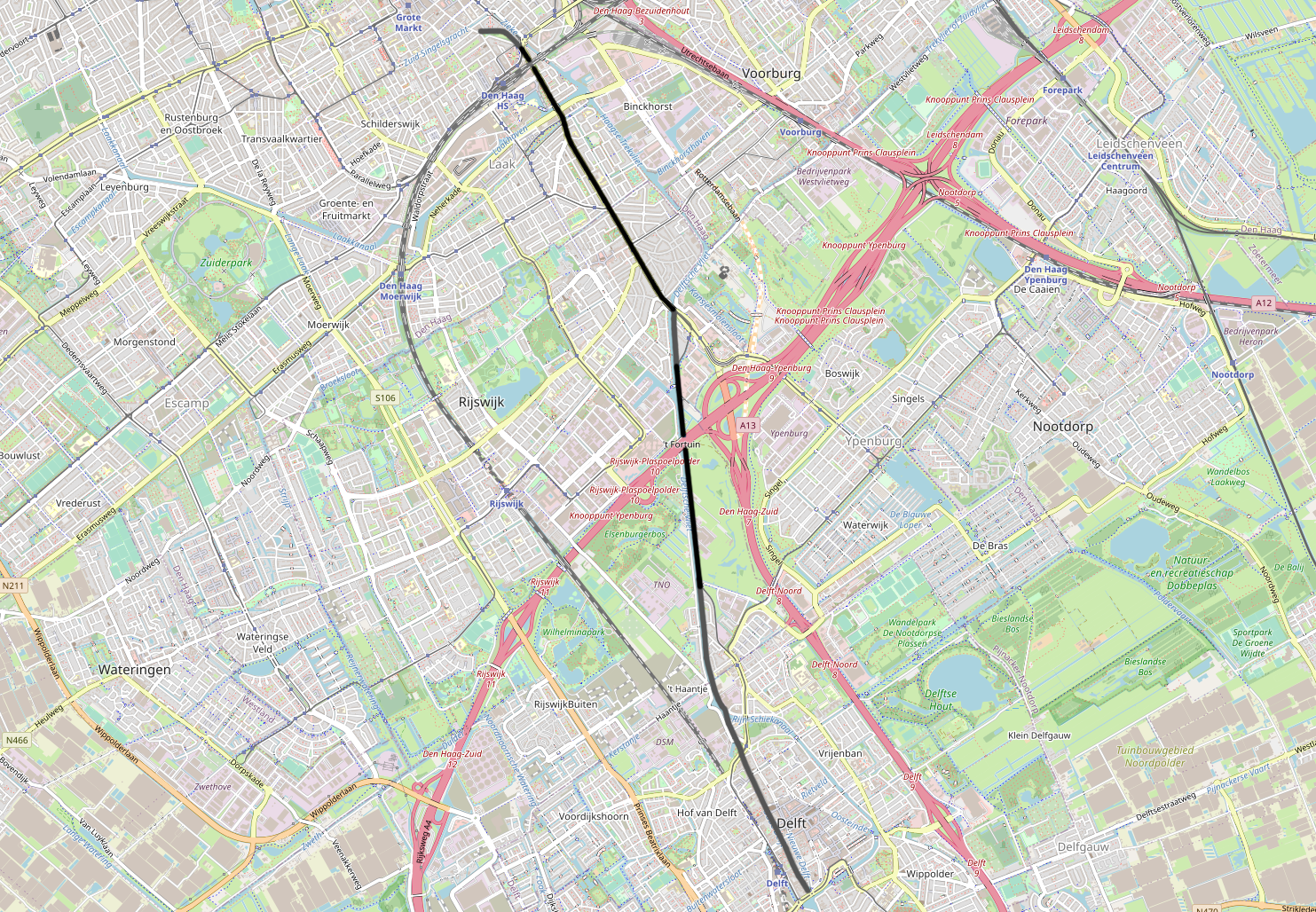
Karta över interurbanspårvägen Haag–Delft
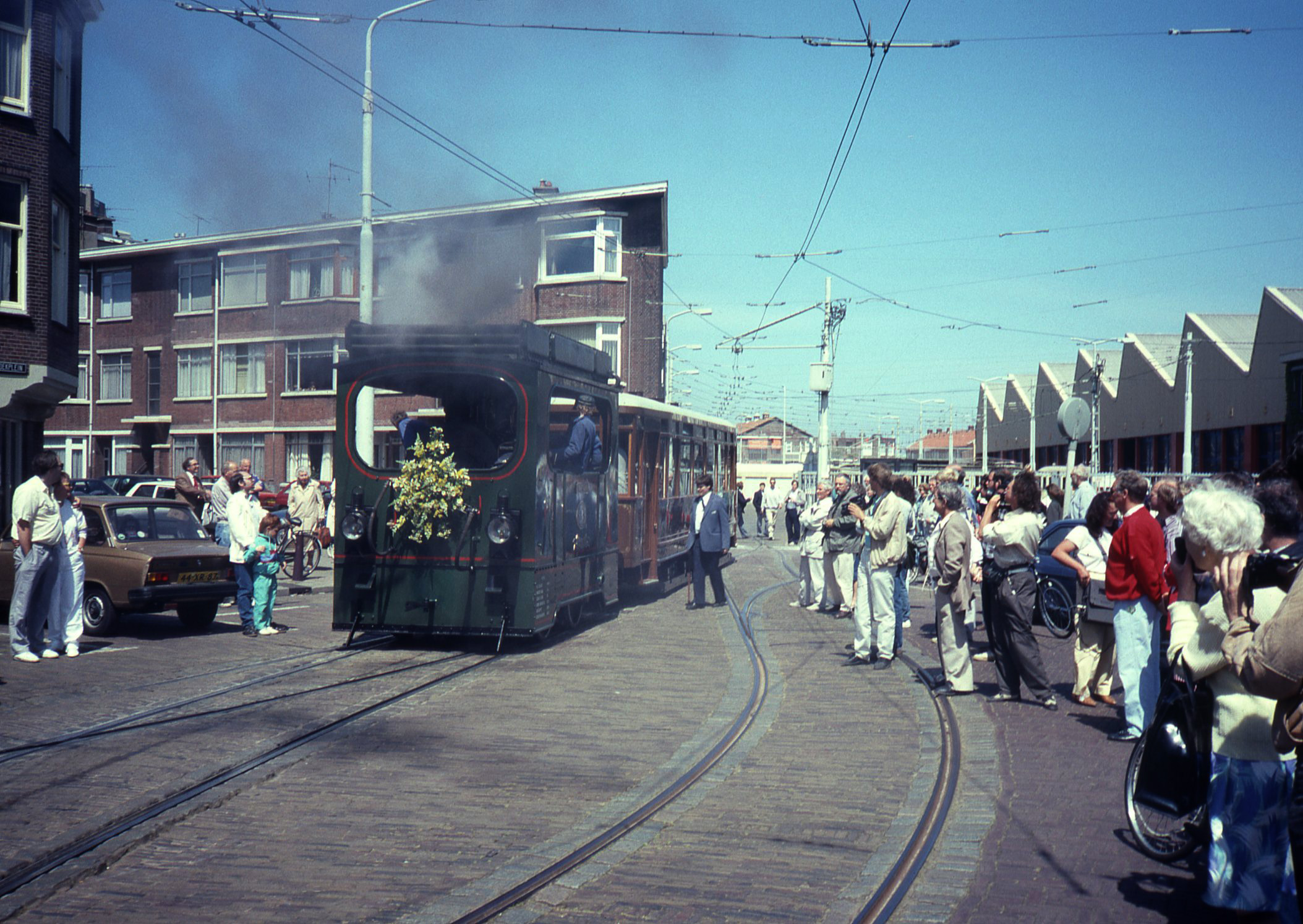
Ånglok vid jubileum i Schevingen, 1989